# La Mère coupable (opéra)
Pour les articles homonymes, voir La Mère coupable.

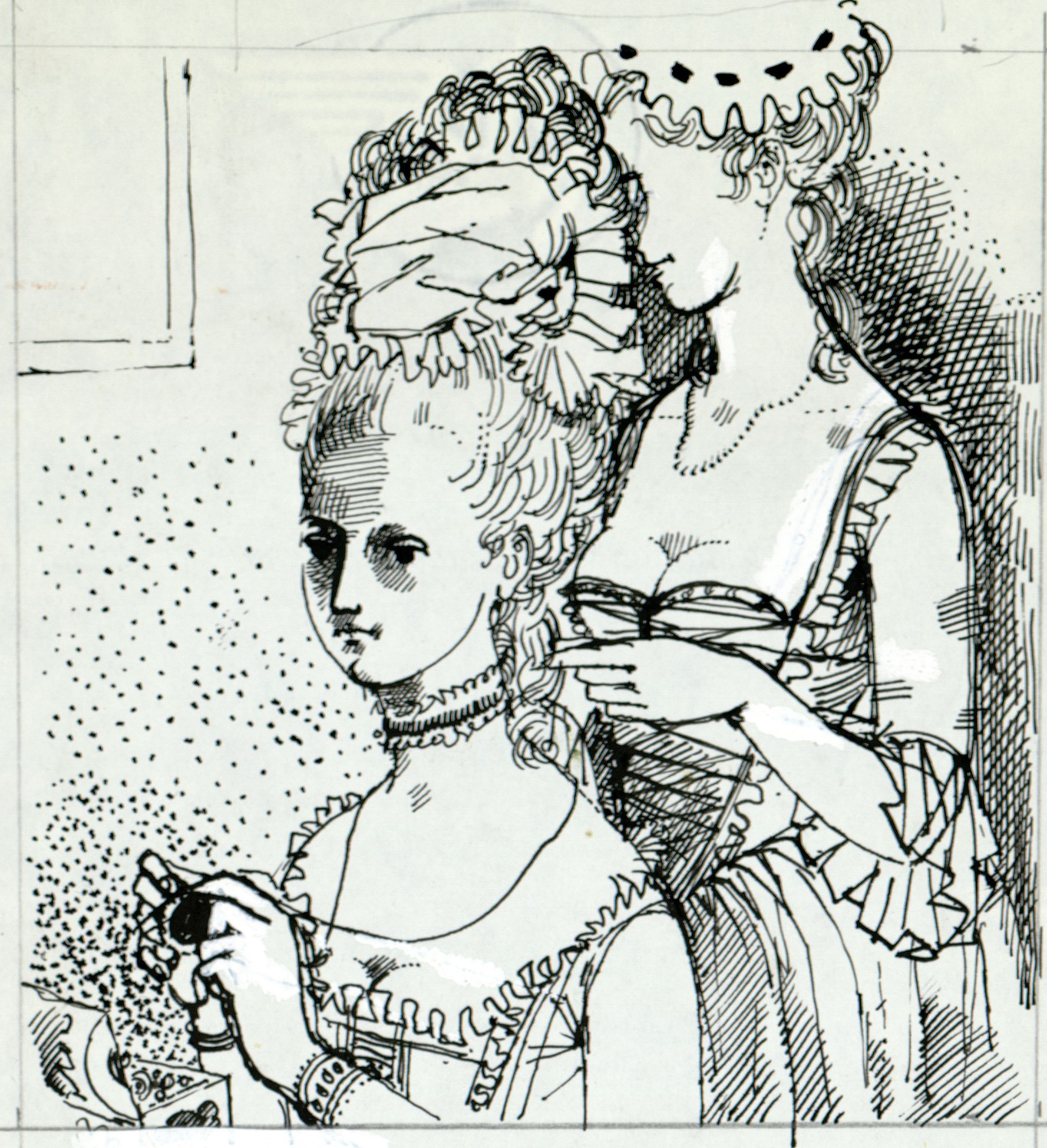
Conception de la couverture du livret, dessin pour "La mère coupable" - Non datée

La Mère coupable op. 142 est un opéra en trois actes de Darius Milhaud sur un livret de Madeleine Milhaud d'après la dernière pièce de la trilogie de Figaro de Beaumarchais. La première a lieu au Grand Théâtre de Genève le 13 juin 1966, sous la direction de Serge Baudo.

## Personnages
| Rôle                             | Voix          | Acteur lors de la première le 13 juin 1966 (Chef d'orchestre : Serge Baudo) |
| -------------------------------- | ------------- | --------------------------------------------------------------------------- |
| Comte Almaviva                   | baryton       | Louis Quilico                                                               |
| Rosine, la comtesse              | soprano       | Phyllis Curtin                                                              |
| Chevalier Léon, son fils         | ténor         | Eric Tappy                                                                  |
| Florestine, pupille du comte     | coloratura    | Anne-Marie Sanial                                                           |
| Bégearss, un intrigant irlandais | baryton       | Jacques Doucet                                                              |
| Figaro, le valet d'Almaviva      | baryton       | Jean-Christophe Benoît                                                      |
| Suzanne, sa femme                | mezzo-soprano | Cora Canne-Meyer                                                            |
| Maître Fal                       | basse         | José van Dam                                                                |

## Sources
- (en) Amadeus Almanac
- (en) Palmer, Christopher (1992), 'Mère coupable, La' in The New Grove Dictionary of Opera, ed. Stanley Sadie (Londres)  (ISBN 0-333-73432-7)